# Пистринчук, Вадим
Вадим Пистринчук (Vadim Pistrinciuc) — молдавский политик, депутат парламента (2014—2019).
Родился 24 февраля 1981 года во Флорешты, там же получил среднее образование в городской школе № 1.
В 2002 году окончил факультет социологии и социальной помощи Молдавского государственного университета, оставлен для преподавательской работы (числился в штате и в период нахождения на государственной службе). Доцент, доктор социологии.
С 2007 года член ЛДПМ — Либерально-демократической партии Молдавии, с марта 2012 года один из вице-председателей.
С 2009 по 2012 год заместитель министра труда, социальной защиты и семьи (министр - Валентина Булига)  в правительстве Владимира Филата, с 2012 по 2013 год — старший советник премьер-министра Молдавии в том же правительстве.
С 9 декабря 2014 по 9 марта 2019 года депутат парламента 9-го созыва, заместитель председателя фракции ЛДПМ, член постоянной комиссии по социальной защите, здравоохранению и делам семьи.
С 2019 года исполнительный директор IPIS (Institutul pentru Iniţiative Strategice, Институт Стратегических Инициатив).
22 апреля 2022 г. в интервью радиостанции Радио Свобода - Radio Europa Libera Moldova сказал, что в результате войны России с Украиной количество граждан Молдавии, живущих за чертой бедности, превысит 20%.